# Hodějovice
Hodějovice (německy Hodejowitz) je malá vesnice, část okresního města Pelhřimov. Nachází se asi 4 km na sever od Pelhřimova. V roce 2009 zde bylo evidováno 32 adres. Trvale zde žije 62 obyvatel. V údolí severozápadně od osady protéká říčka Želivka.
Hodějovice je také název katastrálního území o rozloze 3,83 km².